# Dzserbai csata
A dzserbai csata 1560 májusában volt a mai Tunéziához tartozó Dzserba szigete közelében a keresztény szövetség és az Oszmán Birodalom hajóhada között. Az ütközetet a törökök nyerték meg, aminek révén hatalmuk csúcsára jutottak a Földközi-tenger medencéjében.

## Előzmények
Az Oszmán Birodalom terjeszkedése egyre nagyobb aggodalmat okozott a térség keresztény államaiban. A korábbi negyedszázadban két katasztrofális vereséget is szenvedtek: 1538-ban Prevezánál, 1541-ben pedig Algírnál, mindkétszer Hajreddin Barbarossa ellen. 1558-ban Piali pasa elfoglalta a Baleár-szigeteket, és Turguttal, a kalózkapitánnyal a spanyol partokat fosztogatta. II. Fülöp spanyol király felhívta IV. Pál pápát és szövetségeseit, hogy szerezzék vissza Tripolit Turguttól, aki 1551 augusztusában foglalta el a várost a Szent János lovagrendtől.

## A flották
William H. Prescott történész azt írta, hogy a dzserbai hadjáratról szóló korabeli források annyira ellentmondásosak, hogy lehetetlen pontosan leírni, mi történt. Az általánosnak tekinthető történészi vélemény szerint a keresztény szövetségesek – Spanyolország, a Pápai állam, a máltai lovagok, Genova, a Toszkánai Nagyhercegség és a Nápolyi Királyság – 50-60 gályával és 40-60 kisebb hajóval vonultak fel. Giacomo Bosio, a Szent János-lovagrend históriása 54 gályát, Fernand Braudel francia történész 54 gályát és 36 ellátóhajót írt. Carmel Testa, aki hozzáférhetett a máltai archívumhoz, a következő felsorolást adta: 54 gálya, 7 brigg, 17 fregatt, két kisebb gálya, 28 kereskedőhajó és 12 kis méretű vízi jármű. Matthew Carr 200-ra tette a hajók számát. A flotta parancsnoka Giovanni Andrea Doria volt, a genovai admirális, Andrea Doria unokaöccse. Messinából Máltára hajóztak, ahol a rossz idő miatt két hónapot töltöttek. Betegségek miatt kétezer emberük halt meg eközben.
1560. február 10-én a flotta kihajózott Tripoli felé. A katonák számát pontosan nem lehet tudni, Braudel 10 és 20 ezer közötti számot, Testa 14 ezret írt, a régebbi adatok 20 ezer emberről szólnak, de ennyit a kor gályái nem tudtak befogadni. A katonák Tripoli közelében partra szálltak, de a víz hiánya és a betegségek miatt a parancsnokok eltértek az eredeti tervtől, és március 7-én Dzserbára hajóztak. Juan de la Cerda, Szicília alkirálya erődépítésre adott parancsot, de május 11-én váratlanul megérkezett Piali pasa 86 gályából álló flottája Isztambulból.

## A csata
A csatában a keresztény gályák felét elsüllyesztették, vagy elfoglalták. Anderson 18 ezerre, Guilmartin 9 ezerre teszi a keresztény veszteséget, megjegyezve, hogy az áldozatok kétharmada az evezősök közül került ki. Az életben maradtak a sziget erődjébe vonultak vissza, amelyet nem sokkal korábban fejeztek be. Hamarosan megtámadta őket a pasa és Turgut közös serege. Giovanni Andrea Doriának sikerült egy kis hajóval elmenekülnie még az ostrom kezdete előtt. A védők három hónapon át kitartottak, végül megadták magukat. Bosio szerint a törökök ötezer foglyot Isztambulba vittek, köztük a spanyol parancsnokot, D. Alvaro de Sandét.

## Következmények
A spanyolokat legérzékenyebben az emberveszteség érintette, ugyanis meghalt 600 hivatásos, jól képzett tengerész és 2400 muskétás. Őket nem lehetett egyik napról a másikra pótolni. A dzserbai csata után a máltai csatorna szabadon állt az oszmán hajók előtt.

## Fordítás
Ez a szócikk részben vagy egészben  a   Battle of Djerba című angol Wikipédia-szócikk ezen változatának fordításán alapul.  Az eredeti cikk szerkesztőit annak laptörténete sorolja fel. Ez a jelzés csupán a megfogalmazás eredetét és a szerzői jogokat jelzi, nem szolgál a cikkben szereplő információk forrásmegjelöléseként.